# 치오마 아준와
치오마 아준와 오파라 (Chioma Ajunwa Opara, MON, 1970년 12월 25일 ~ )는 나이지리아의 전직 육상 선수로 멀리뛰기를 전문적으로 활약했다. 1996년 애틀랜타 올림픽에서 금메달을 획득했다. 후에 나이지리아 경찰대의 일원이 되었다.
아준와가 아직 어릴때, 그녀의 아버지는 유일하게 큰 가족을 지원하기 위해 자신의 아내를 남겨두고 죽었다. 나중에 전동기 정비사가 되기로 결심했지만 어머니의 반대로 다음과 같은 생각을 포기했다.
아준와는 시초에 축구를 하면서 나이지리아 여자 축구 국가대표팀에서 활약했고, 1991년 FIFA 여자 월드컵에 참가하였으나, 나중에 육상으로 전향하였다.
1989년과 1991년 사이에 아프리카 경기와 아프리카 선수권에서 육상 선수로서 두드러진 활약을 하다가, 1992년 도핑 테스트에서 떨어져 4년간 출전 정지를 당하였다.
그에 이어 아준와는 나이지리아인으로서는 물론 아프리카 여성 처음으로 육상에서 올림픽 금메달을 따는 데 애틀랜타 올림픽에 나가 멀리뛰기에서 7.12m로 뛰어 우승을 거두었다.
애틀랜타 올림픽 우승으로 인하여 니제르 훈장 회원상이 수여되었다. 2003년 육상에서 은퇴하였다.